# Berardino Elvino
Berardino Elvino o Bernardino Elvino, detto Tintinatico (Alvito, 20 maggio 1504 – Roma, 11 luglio 1548) è stato un vescovo cattolico e tesoriere pontificio italiano.

## Biografia
Mandato fin da giovanissimo a studiare a Roma, per intraprendere carriera ecclesiastica, entrò presto nelle grazie di Alessandro Farnese, il futuro Paolo III. Divenuto arciprete dell'Insigne Collegiata di San Simeone Profeta in Alvito, fu poi ascritto tra gli abbreviatori apostolici di maggior preferenza e, dal 1534, fu segretario del cardinale Guido Ascanio Sforza, peraltro nipote del ricordato pontefice.
Dal 1541 al 1548 fu tesoriere generale della Camera Apostolica, carica che implicava il controllo finanziario sull'intero reddito prodotto dai possedimenti temporali della Chiesa, al pari di tutti i tributi incamerati dalla tesoreria papale. In queste vesti è ricordata la sua intransigenza alle richieste dei cittadini di San Marino, i quali non volevano sottostare agli aumenti del sale imposti sui territori soggetti all'autorità pontificia, frapponendosi più volte alla concessione di un breve papale per esonerare i suddetti dal pagamento. Sempre quale tesoriere, il 20 agosto 1542, come segnala il Vasari, fu tra i testimoni presenti per la stipula degli accordi con cui s'intendeva comporre la lunga controversia tra Michelangelo e il duca d'Urbino Guidobaldo II della Rovere circa l'ultimazione dei lavori del monumento funerario del pontefice Giulio II.
Elvino dimorò prevalentemente a Roma, nonostante la nomina a vescovo di Anglona, che fu voluta nel 1542 da papa Paolo III, per sostituire il ricordato cardinale Sforza. Nel 1543 fece trasferire la sede vescovile a Tursi, al contempo insignita del titolo di "città", conferendole, di fatto, l'attuale fisionomia, nell'ambito della Diocesi di Tursi-Lagonegro. Quale vescovo di Anglona e Tursi, ebbe l'onore di consacrare sacerdote sant'Andrea Avellino..
Secondo una tesi, non comprovata e minoritaria, l'Elvino ricevette la dignità cardinalizia poco prima della morte. Sta di fatto che, venuto a mancare all'età di 44 anni, egli fu seppellito nella basilica romana di Santa Maria del Popolo, in un noto monumento funerario, ubicato un tempo alla destra dell'altare centrale (oggi è nel corridoio della sagrestia), che venne realizzato dallo scultore milanese Guglielmo Della Porta.

## Genealogia episcopale
La genealogia episcopale è:
- Arcivescovo Filippo Archinto
- Vescovo Berardino Elvino